# Блисс, Корнелиус
Корнелиус Ньютон Блисс (англ. Cornelius Newton Bliss; 26 января 1833, Фолл-Ривер, штат Массачусетс — 9 октября 1911) — американский политический деятель, член Республиканской партии. При президенте Уильяме Мак-Кинли занимал пост министра внутренних дел США в 1897—1899 годах.

## Биография
Блисс сделал успешную карьеру в оптовой торговле. Он был председателем республиканцев в штате Нью-Йорк в 1887—1888 годах.
Блиссу первоначально был предложен пост министра финансов в правительстве Уильяма Мак-Кинли, но он ответил отказом. Но позднее он принял предложение возглавить министерство внутренних дел. На этом посту он сосредоточил своё внимание на вопросах лесного хозяйства, а также на положение коренного населения США (индейцев). Ушёл в отставку в 1899 году.
Блисс отклонил предложение Уильяма Мак-Кинли баллотироваться на пост вице-президента на президентских выборах 1900 года. Это предложение принял Теодор Рузвельт, который и занял пост президента США после убийства Мак-Кинли.